# Марија Танацков
Марија Танацков (Кикинда, 31. октобар 1952) је књижевница и књижевна критичарка. Објављује песме, приче, радове из области историје књижевности, књижевне критике, историје културе и историје. Била је запослена као библиотекар у Народној библиотеци Јован Поповић у Кикинди. 

## Биографија
У родној Кикинди завршила је основну школу и Гимназију. На Филозофском факултету дипломирала је југословенску књижевност 1975. године. У Народној библиотеци Јован Поповић у Кикинди, радила је од 1993. године до одласка у пензију. Као библиотекар Завичајног одељења, покренула је нове облике рада овог одељења: Галерију завичајних портрета, Трибину магистарских и докторских радова и Трибину мастер радова. У библиотеци је била ангажована и као уредник издавачке делатности и уредник Програма кикиндске библиотеке. Била је домаћин великог броја књижевних вечери у Народној библиотеци Јован Поповић у Кикинди. Често учествује на промоцијама књига и књижевним вечерима, како у Кикинди, тако и у другим градовима. Написала је велик број рецензија, приказа књига, текстова о историји, култури. Радови су јој објављивани у часопису за културу, уметност и историју Хекеида, издањима Културно историјског удружења ПЧЕС-а и зборницима радова Банатског културног центра.
Ауторка је велике изложбе под називом Спајајући век са веком, постављене 1995. године, поводом 150 година од оснивања Српске читаонице у Кикинди. Иста изложба била је постављена и у Библиотеци града Београда.
Радила је и као лекторка часописа Став и за издаваче Књижевна заједница Кикинде, Атеље Дерета (Београд) и Народна библиотека Јован Поповић (Кикинда).
Често је ангажована као члан жирија за књижевне конкурсе и за такмичења у рецитовању.